# ГЕС Сауссац
ГЕС Сауссац італ. Saussaz — гідроелектростанція на південному сході Франції у середній течії річки Арк (ліва притока Ізеру, який в свою чергу є лівою притокою Рони), що на даній ділянці дренує південний схил Грайських Альп та північний схил Котських Альп. Входить до складу каскаду, розташована між ГЕС Орель та ГЕС Echailon.
Станція Сауссац стала однією зі споруджених у «алюмінієвій долині» Maurienne в першій половині 20 століття. Як й іншим розташованим тут ГЕС (наприклад, Bissorte), у серпні 1944 року їй загрожувало знищення відступаючими німецькими частинами. Проте директор станції відтермінував підрив, запевнивши німців про загрозу для військового шпиталю в розташованому нижче греблі містечку Сен-Мішель-де-Мор'єнн. Повторно ж зайнятись виконанням плану руйнації ГЕС Saussaz вони не встигли.
В 1960-х роках далі на схід спорудили потужне водосховище Lac-du-Mont-Cenis, яке живить верхній ступінь каскаду в долині Maurienne ГЕС Villarodin. Це дало можливість розпочати проект по заміні ряду застарілих станцій на кілька нових, однією з яких стала Saussaz II. Подача води до її дериваційного тунелю здійснюється із водосховища Pont des Chèvres, утвореного на Арку за допомогою дамби висотою 14,5 метра з двома шлюзами для перепуску води. Окрім прямого стоку річки, сюди надходить вода відпрацьована на ГЕС Bissorte та Orelle. Також можливо зауважити, що дане сховище об'ємом 1,5 млн м3 виконує роль нижнього резервуару для ГАЕС Grand-Bissorte.
Подана через дериваційний тунель вода надходить до розташованого нижче по долині Арку машинного залу, обладнаного двома турбінами потужністю по 70 МВт. При напорі в 212 метрів вони забезпечують виробництво 410 млн кВт-год електроенергії на рік.